# Laboratoires Payot
 (février 2016).
Les laboratoires Payot est une entreprise de cosmétiques française pour le visage et corps.
Créée dans les années 1920 par l'une des premières femmes médecins, Nadia Payot, la marque est présente en 2016 dans 70 pays et plus de 7 000 points de vente.  

## Historique
En 1920, Nadia Payot, lance les premiers soins Payot. En 1925, elle ouvre son premier salon de beauté parisien, rue Richepanse, et lance deux soins pour le visage qui feront sa renommée[réf. nécessaire] : la Crème n°2 Payot et la crème Nutricia. Le succès grandissant, elle s’installe quelques années plus tard au  10  de  la  rue  Castiglione et va plus loin  en  élaborant des  produits  spécifiques à  chaque  type  de  peau  comme Pate Grise. 
En 1980, Payot est acquise par l'entreprise allemande Muelhens. En 1994, Wella (marque Rochas) rachète Muelhens et hérite donc de Payot. En 1996, l'entreprise est rachetée par l'entreprise espagnole Myrurgia.  
En 2014, La société Payot change de propriétaire. Le groupe espagnol Puig cède sa filiale au fonds d'investissement LBO France